# 마커스 리 핸슨
마커스 리 핸슨(Marcus Lee Hansen)(1892.12.8-1938.5.11)은 풀리처 상을 받은 미국 역사가이다. 그는 더 아틀랜틱 미그레이션 1607-1860(The Atlantic Migration 1607-1860)으로 역사부문 퓰리처 상을 수상했다.